# مونته چینگولو
مونته چینگولو (به اسپانیایی: Monte Chingolo) شهری در کشور آرژانتین، استان بوئنوس آیرس است که در سال ۲۰۰۹ میلادی، حدود ۸۵٬۰۶۰ نفر جمعیت داشته‌است.